# Ċensu Tabone
Vincent Tabone detto Ċensu tʃɛnsu: (Victoria, 30 marzo 1913 – San Giuliano, 14 marzo 2012) è stato un politico e medico maltese.
Fu il quarto Presidente di Malta, dal 4 aprile 1989 al 4 aprile 1994, succedendo ad Agatha Barbara ed all'interinato di Paul Xuereb.

## Biografia

### Primi anni
Vincent Tabone ("Ċensu" tʃɛnsu: è un'abbreviazione di Vinċensu) è il figlio di Niccolò Tabone e Elisa, nata Calleja: è il più giovane di dieci figli. La sua nonna paterna, Giuseppina De Gaetani, si era trasferita a La Valletta alla metà del XIX secolo da Riposto, Sicilia. Suo padre Niccolò fu uno dei primi medici maltesi a tenere lezioni di patologia e chirurgia nel Regno Unito e fu ufficiale del distretto sanitario in varie zone dell'isola di Gozo, nell'arcipelago maltese. La vita a Gozo per la famiglia Tabone era quieta: essi vivevano a Victoria, Gozo e trascorrevano la villeġġatura a Marsalforn. L'infanzia di Tabone fu segnata dalla improvvisa mancanza del padre, nell'ottobre 1922, all'età di 59 anni. Due anni più tardi, all'età di 11 anni, si trasferì a Malta, dove si iscrisse al St. Aloysius College, una scuola gesuita. Concluse le scuole, si iscrisse all'Università di Malta nel 1930, dove si laureò prima in farmacia, nel 1933 e quattro anni dopo (1937) in medicina.

### Servizio militare e carriera da medico
Durante la Seconda guerra mondiale Tabone fu ufficiale medico dell'esercito ed ufficiale sanitario nella Royal Malta Artillery; più tardi venne reclutato come specialista in oculistica di stanza all'Ospedale militare di Mtarfa. Nel 1946 ottenne un diploma in oftalmologia dall'Università di Oxford, seguito da un diploma in medicina oftalmica e chirurgia dal Royal College di Chirurgia. Fu assistente al Moorfields Eye Hospital di Londra.
Nel 1948 Tabone fu incaricato della supervisione di una campagna per la cura del tracoma. Grazie ad i suoi sforzi, la malattia fu virtualmente eliminata dall'isola di Gozo. Egli assisté al lancio di simili campagne a Taiwan, in Indonesia ed Iraq sotto gli auspici dell'Organizzazione mondiale della sanità (OMS).
Egli fece parte del Consiglio dell'Università di Malta e tra il 1957 ed il 1960 fu un membro di facoltà del Board of Medicine e lettore in oftalmologia clinica nel Dipartimento di Chirurgia.
Per molti anni, anche quando fu membro del Parlamento maltese, Tabone mantenne il suo ambulatorio a Sliema.

### Carriera politica
Tabone fu nominato membro del Comitato esecutivo del Partito Nazionalista nel 1961 e fu segretario generale del partito tra il 1962 ed il 1972, nonché Deputy Leader dal 24 giugno 1972 al 9 gennaio 1977. Fu eletto per la prima volta al Parlamento nel 1966 e conseguentemente fu membro del Parlamento per il collegio di Sliema, San Giuliano, Msida e Gżira per 23 anni. Durante la sua carriera politica, fu anche ministro del Lavoro, dell'Occupazione e del Welfare tra il 1966 ed il 1971 e ministro degli Affari Esteri tra il 1987 ed il 1989.
Il 16 marzo 1989 Tabone presentò le sue dimissioni come ministro degli Affari Esteri e come membro del Parlamento.
Il 4 aprile dello stesso anno fu eletto quarto Presidente di Malta.
Abbandonò l'incarico alla scadenza naturale, il 4 aprile 1994: a lui successe Ugo Mifsud Bonnici.
È scomparso nel 2012 all'età di 98 anni a San Giuliano
A San Giljan una strada porta il suo nome e a Balluta Bay (San Giljan) è stata eretta una statua in suo onore.